# ボボチャチャ
ボボチャチャ（Bubur_cha_cha）は、マレーシアやインドネシア、シンガポールの朝食、及びデザートである。

## 概要
サゴヤシやサツマイモ、ヤムイモ、バナナ、ココナッツミルク、ニオイタコノキ、砂糖、塩で作る。
すりおろしたココナッツやココナッツクリーム、水を追加する事も有る。
ココナッツミルクの中で素材を調理し、熱くても冷たくても提供される。
マレーシアのペナン州では屋台でも提供される。